# Tarell Alvin McCraney
Tarell Alvin McCraney (Miami, 17 ottobre 1980) è un drammaturgo e sceneggiatore statunitense.
Noto per le sue Brother/Sister Plays (2007–2010) e il dramma Choir Boy (2013), ha vinto l'Oscar alla migliore sceneggiatura non originale per il film Moonlight.

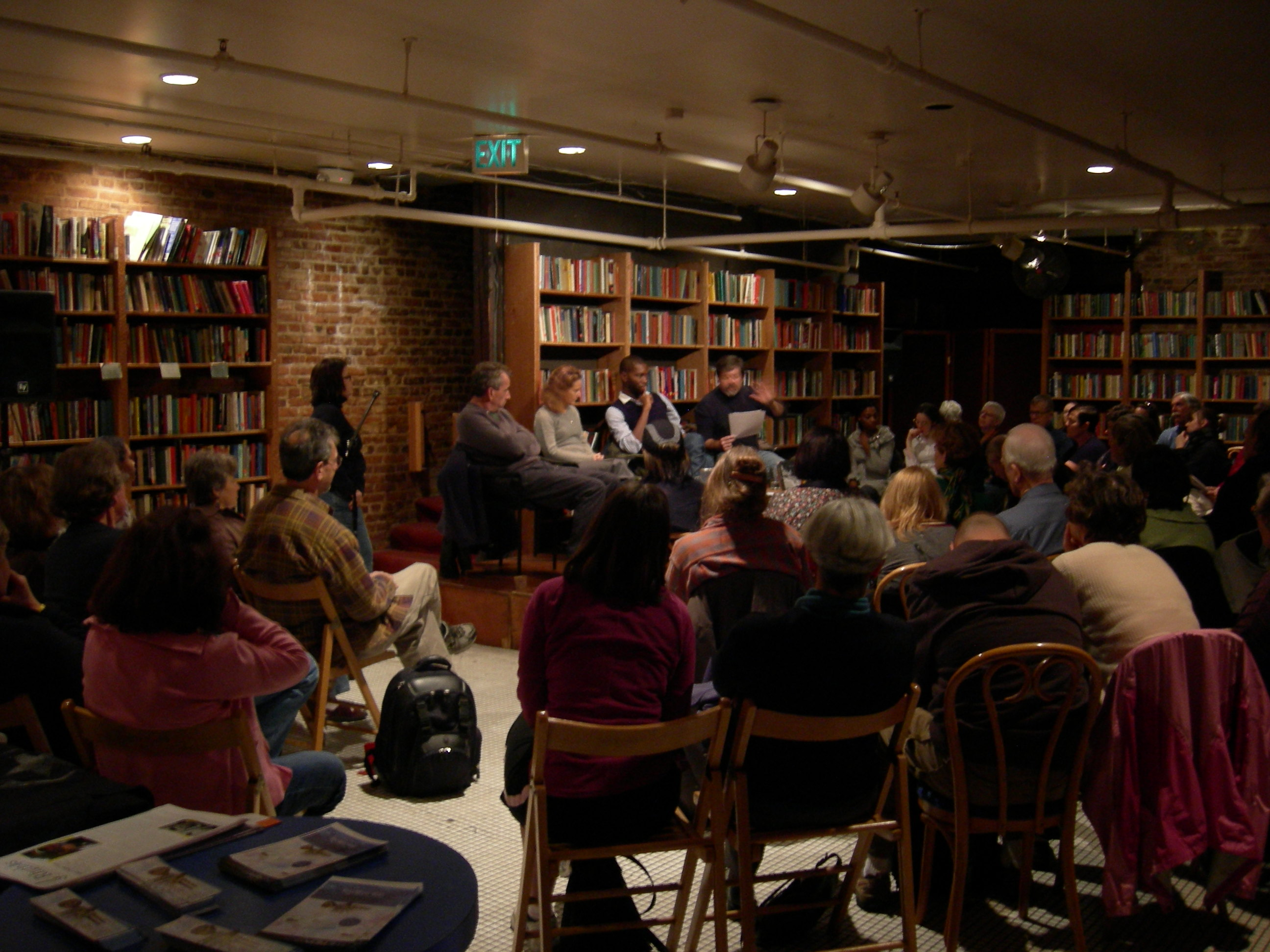
Una lettura presso Elliott Bay Books di Seattle nel 2008, con presente anche McCraney

## Biografia
Nato a Miami nel quartiere di Liberty City, ha studiato drammaturgia alla DePaul University e all'Università di Yale, scrivendo come tesi di laurea il suo capolavoro: l'opera teatrale In Moonlight Black Boys Look Blue, intensa pièce in cui Tarell narra il dramma vissuto da un giovane uomo nero e omosessuale nella società americana.
Mai rappresentato, dopo oltre un decennio il dramma ha ispirato il film di grande successo Moonlight (2016), di cui McCraney è accreditato come autore del soggetto. La sceneggiatura, scritta col regista Barry Jenkins, è valsa a McCraney il plauso della critica e molti riconoscimenti, tra cui l'Oscar alla migliore sceneggiatura non originale.
Dal luglio del 2017 Tarell McCraney è professore universitario e detentore della cattedra di drammaturgia alla prestigiosa Università di Yale, e nel 2010 viene nominato 43° membro dello Steppenwolf Theatre Ensemble. Per la Steppenwolf Theatre Company Tarell McCraney ha co-scritto con la regista Tina Landau la Ms. Blakk for President, pièce incentrata sulla drag queen nera Joan Jett Blakk, messa per la prima volta in scena a Chicago nel 2018.
Nel 2019, il suo dramma Choir Boy ha debuttato a Broadway, venendo candidato al Tony Award alla migliore opera teatrale.
Nello stesso anno McCraney ha scritto la sceneggiatura sia della serie televisiva David Makes Man, candidata ai Critics' Choice Awards che del film drammatico sportivo High Flying Bird, diretto da Steven Soderbergh e prodotto e distribuito da Netflix.

## Vita privata
McCraney è dichiaratamente gay, e le vicende da lui narrate in Moonlight sono in parte autobiografiche.

## Teatro
- Without/Sin (2005)
- The Brothers Size (2007)
- In the Red and Brown Water (2008)
- Marcus; Or the Secret of Sweet (2010)
- Wig Out! (2008)
- Choir Boy (2013)
- Head of Passes (2016)

## Filmografia

### Sceneggiatore
- Moonlight, regia di Barry Jenkins (2016) - soggetto
- High Flying Bird, regia di Steven Soderbergh (2019)
- David Makes Man – serie TV (2019)

### Produttore esecutivo
- Moonlight, regia di Barry Jenkins (2016)

## Riconoscimenti

### Cinema
- Premio Oscar
  - 2017 – Miglior sceneggiatura non originale per Moonlight
- Independent Spirit Award
  - 2017 – Miglior sceneggiatura per Moonlight
  - 2020 – Candidatura alla miglior sceneggiatura per High Flying Bird
- Las Vegas Film Critics Society
  - 2016 – Migliore sceneggiatura originale per Moonlight

### Teatro
- Tony Award
  - 2019 – Candidatura alla migliore opera teatrale per Choir Boy
- Premio letterario Windham-Campbell
  - 2013 – Premio per la drammaturgia